# Shoot to Kill
Shoot to Kill (Dispara a matar), es una película de acción estadounidense de 1988, dirigida por Roger Spottiswoode y Protagonizada por Sidney Poitier, Tom Berenger, Andrew Robinson y Kirstie Alley.

## Argumento
Tras ser detenido robando en su propia joyería, la policía descubre que el acusado está siendo extorsionado por un hombre que mantiene secuestrada a su esposa. El agente Warren Stantin logra acorralar al criminal en los bosques del norte de los Estados Unidos, pero debido a su inexperiencia en ese tipo de entornos naturales, recurrirá al apoyo del agente Jonathan Knox para dar caza al peligroso delincuente.

## Reparto
- Sidney Poitier es Warren Stantin.
- Tom Berenger es Jonathan Knox.
- Andrew Robinson es Harvey.
- Kirstie Alley es Sarah Renell.
- Clancy Brown es Steve.
- Ken Camroux es Charles Denham.
- Frederick Coffin es Ralph.
- Fred Henderson es Agente Owenby.
- Samuel Hiona es Inspector Hsu.
- Les Lannom es Sheriff Dave Arnett.
- Robert Lesser es Agente Minelli.
- Michael MacRae es Fournier.
- Walter Marsh es Sam Baker.
- Richard Masur es Norman.
- Janet Rotblatt es Sra. Berger
- Kevin Scannell es Ben.
- Frank C. Turner es Austin Crilley.

## Recepción
Recibió buenas críticas, la película posee actualmente una calificación de 100% en raras Rotten Tomatoes.